# Jimmy Banks
James "Jimmy" Banks (Milwaukee, 2 de setembro de 1964 – 26 de abril de 2019) foi um futebolista estadunidense que atuou como zagueiro.

## Carreira
Jimmy Banks integrou a histórica Seleção dos Estados Unidos na Copa do Mundo de 1990.
Afligido por câncer no pâncreas, faleceu em 26 de abril de 2019, aos 54 anos de idade.